# Gregory Hines
Gregory Oliver Hines (14. februar 1946 i New York – 9. august 2003) var en amerikansk skuespiller og danser.
Gregory Hines var især berømt for sin stepdans, hvor han blev regnet som sin tids største danser. Hans første læremester var hans bror Maurice Hines. I 1989 havde han således hovedrollen i filmen Tap, om den tidligere fange Max Washington som skal genoptage livet som stepdanser eller indbrudstyv. I den populære tv-serie Will & Grace sæsonen 1999-2000 spiller han Ben Doucette og viser også dér et eksempel på sin flotte dans.
I 1986 spillede han strømeren Ray Hughes med Billy Crystal i komediefilmen Byens hurtigste strømere (Running scared).
Gregory Hines døde af leverkræft i Los Angeles, 57 år gammel.